# William Martin Leake

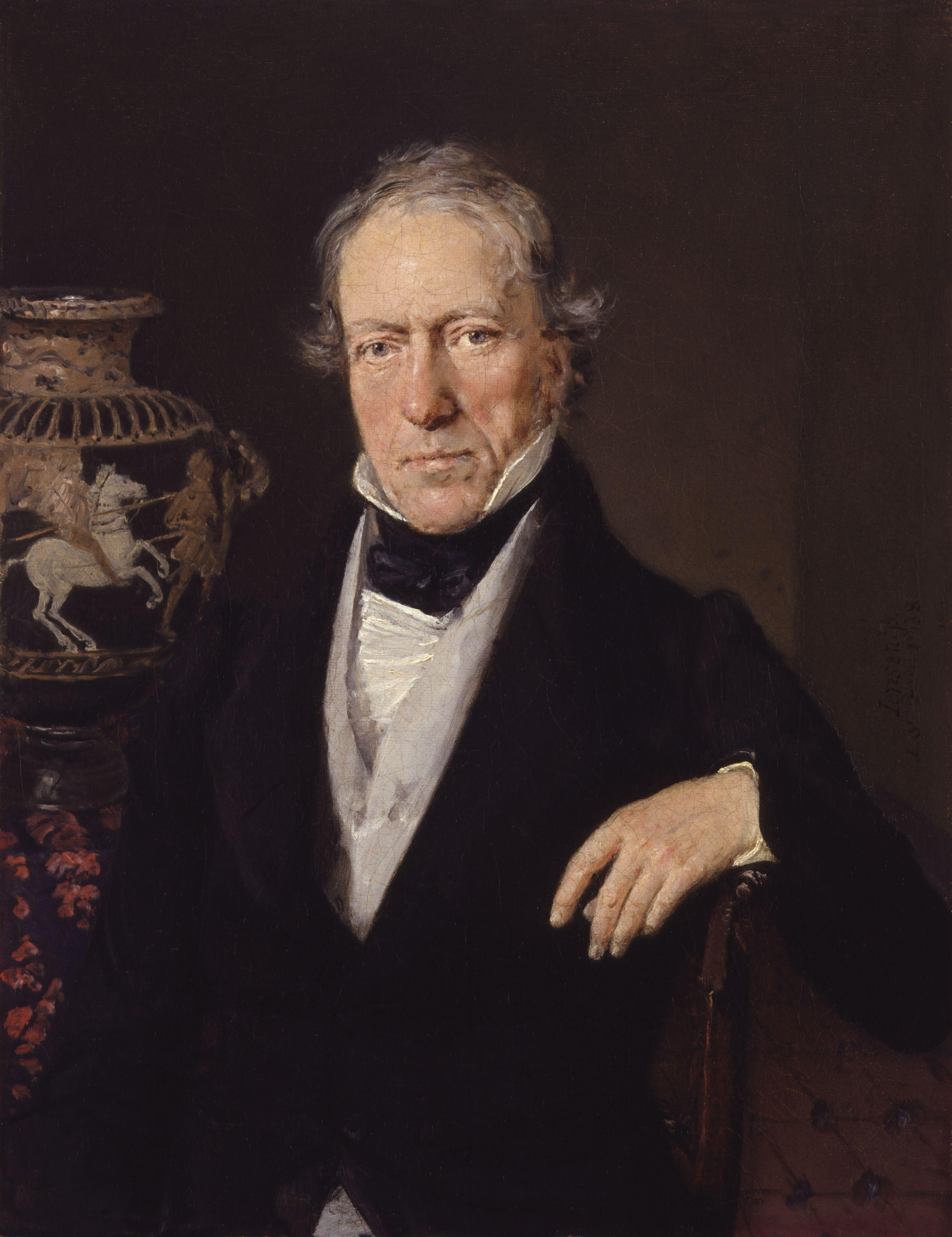
William Martin Leake retratado por Christian Albrecht Jensen.

William Martin Leake (Londres, 14 de enero de 1777 - Brighton, 6 de enero de 1860) fue un anticuario y topógrafo británico, reputado por sus relatos de viajes.

## Biografía
Después de su educación en la Academia militar real de Woolwich, y cuatro años pasados en las Indias occidentales como teniente de artillería de marina, fue enviado pro el gobierno a Constantinopla para servir de instructor del ejército otomano en su especialidad. El viaje que hizo en 1800 a través de Asia Menor para reunirse con la flota británica con base en la isla de Chipre le inspiró un vivo interés por la topografía antigua. En 1801, después de haber atravesado el desierto con ele ejército turco hasta Egipto, y visto a los franceses expulsados del país, fue empleado para estudiar el valle del Nilo, en las cataratas. Navegó en el buque responsable del transporte de Atenas a Inglaterra de los mármoles de Elgin, y perdió todas las cartas y notas que había tomado cuando encalló en Citera en las Islas Jónicas.
Poco después de su llegada a Inglaterra, fue enviadoa las costas de Albania y de Morea, para asistir a los turcos contra los ataques franceses procedentes de Italia. Aprovechó este viaje para hacer una colección de monedas e inscripciones, así como para explorar los sitios antiguos. Con el estallido de la guerra entre Turquía e Inglaterra en 1807, fue hecho prisionero en Salónica, pero pronto obtuvo su liberación, y fue enviado en misión diplomática a  la corte de Ali Pashá en Ioannina. Se ganó la confianza y se quedó más de un año con él como representante británico.
En 1810, se le asignó una suma anual de 600 £ por sus servicios al Imperio otomano. Se retiró del servicio activo en 1815 con el rango de coronel, y dedicó el resto de su vida a los estudios topográficos y arqueológicos, cuyos resultados fueron publicados en los siguientes libros:
- Topography of Athens (1821);
- Journal of a Tour in Asia Minor (1824);
- Travels in the Morea (1830), avec un supplément, Peloponnesiaca (1846);
- Travels in Northern Greece (1835);
- Numismata Hellenica (1854), suivis d'un supplément en 1859.

Su investigación se caracteriza por su exhaustivo detalle, posible gracias a su dominio de los detalles técnicos. Su Topography of Athens, el primer intento científico sobre el tema, tuvo autoridad durante mucho tiempo en muchos puntos importantes.
W. M. Leake murió el 6 de enero de 1860 en Brighton. Las esculturas de su colección personal fueron donadas al Museo Británico, sus vasos, bronces, joyas y monedas fueron adquiridos por la Universidad de Cambridge y ahora se conservan en el Museo Fitzwilliam. Fue Fellow de la Royal Society y de la Royal Geographical Society, recibió un doctorado honorario en Oxford, y fue miembro de la Academia de Ciencias de Berlín, y corresponsal del Instituto de Francia.